# Kakao Entertainment
Kakao Entertainment (kor. 카카오엔터테인먼트) – południowokoreańska firma rozrywkowa, medialna i wydawnicza założona w 2021 roku. Spółka zależna przedsiębiorstwa branży internetowej Kakao, powstała w wyniku połączenia dwóch spółek zależnych – KakaoPage i Kakao M.

## Historia
W grudniu 2020 roku Kakao zapowiedziało fuzję KakaoPage i Kakao M w celu rozszerzenia działalności i poprawy wartości korporacyjnej przed pierwszą ofertą publiczną zaplanowaną na początek 2021 roku.
25 stycznia 2021 roku obie zaangażowane firmy ogłosiły plany i harmonogram połączenia, a także proponowaną nazwę dla nowej – Kakao Entertainment. Fuzja została zakończona 1 marca 2021 roku, a Kakao Entertainment zostało formalnie założone dzień później. 15 lipca zapowiedziano fuzję Kakao Entertainment i Melon Company, która ma zostać sfinalizowana we wrześniu 2021 roku. 17 września Kakao Entertainment ogłosiło plany połączenia wytwórni Play M Entertainment i Cre.ker Entertainment. Wraz z połączeniem 1 listopada 2021 roku nazwa firmy została zmieniona na IST Entertainment.

## Działy

### Page Company
Kierowana przez współdyrektora generalnego Lee Jin-soo, firma Kakao Entertainment Page Company jest odpowiedzialna za działalność wydawniczą i tworzenie stron internetowych firmy. Znajduje się w Pangyo, Seongnam, w prowincji Gyeonggi.

### M Company
Kierowana przez współdyrektora generalnego Sim Seong-su – jednego z najbardziej znanych dyrektorów w branży rozrywkowej w Korei Południowej – Kakao Entertainment M Company odpowiada za działalność rozrywkową i medialną firmy. Jej siedziba znajduje się w Teheran-ro, Gangnam-gu w Seulu.

## Aktywa
Budynki
- Jungsuck Building (Seul) - siedziba działu Kakao Entertainment M Company.
- Kakao Entertainment M Company jest też właścicielem budynku w Samseong-dong w Seulu, gdzie znajdują się siedziby Play M Entertainment, Flex M i Cre.ker Entertainment.

Internet
- 1theK
  - 1theK Originals
  - 1theK Style
- Daum Webtoon (Kakao Webtoon od 2. połowy 2021)
- KakaoPage
  - KakaoPage Indonesia (wcześniej Neobazar) (Indonezja)
- KakaoTV
- Muse (mobilna aplikacja do przesłuchań)
- Radish (US, nabycie podlega zatwierdzeniu przez rząd)
- Tapas (US, nabycie podlega zatwierdzeniu przez rząd)

## Siedziby
- Kakao Entertainment Page Company: Twosun World Building 8/F, 221, Pangyoyeok-ro, Bundang-gu, Seongnam-si, Gyeonggi-do, Korea Południowa
- Kakao Entertainment M Company: Jungsuck Building, 17, Teheran-ro 103-gil, Gangnam-gu, Seul, Korea Południowa